# Кальнєв Дмитро
Дмитро Кальнєв, також Калнєв, Кольнєв (нар.бл.1778 — пом.після 1828) — курінний отаман в Усть-Дунайському Буджацькому козацькому війську.

## Життєпис
У 1807р. вступив в Усть-Дунайське Буджацьке козацьке військо. Брав участь в російсько-турецькій війні 1806-1812рр.
Після 1820р. оселився в Акмангиті,де проживав щонайменше до 1828р.
1826р. Дмитро Кальнєв(теж як представник акмангітських козаків) згадується в письмовому проханні значкового товариша Савелія Чернявського до генерал-губернатора Воронцова щодо податкових стягнень, а також умов проживання задунайських запорожців вже оселених в Акмангиті.